# Virtuosi UK
Virtuosi UK – brytyjski zespół startujący w wyścigach samochodowych, którego założycielami są Declan Lohan, Paul Devlin oraz były dyrektor i współtwórca sukcesów zespołu Super Nova Racing - Andy Roche. Zespół został stworzony przede wszystkim z myślą o startach w Auto GP World Series, gdzie zadebiutował w 2012 roku. 
W pierwszym sezonie startów bardzo dobrze zaprezentował się Pål Varhaug - wicemistrz serii. Zespół uplasował się na czwartej pozycji w klasyfikacji generalnej. Na kolejny sezon startów ekipa podpisała kontrakt z Andreą Rodą oraz Maksimem Sniegiriowem. Po zakończeniu rundy na torze Mugello Circuit w 2013 roku ogłoszono zawarcie współpracy zespołu z brytyjską ekipą Comtec Racing. Od tej pory Virtuosi widnieje na liście startowej jako Comtec by Virtuosi.

## Starty

### Auto GP
W sezonie 2013 Virtuosi startował we współpracy z Comtec Racing i prócz głównego zespołu na liście startowej istniała również ekipa Comtec by Virtuosi.
| Rok  | Bolid      | Kierowcy          | Wyścigi | Wygrane | PP | NO | Pkt      | M.K. | M.Z. |
| ---- | ---------- | ----------------- | ------- | ------- | -- | -- | -------- | ---- | ---- |
| 2012 | Lola–Zytek | Matteo Beretta    | 4       | 0       | 0  | 0  | 0        | 24   | 4    |
| 2012 | Lola–Zytek | Sten Pentus       | 6       | 0       | 0  | 0  | 14       | 15   | 4    |
| 2012 | Lola–Zytek | Francesco Dracone | 10      | 0       | 0  | 0  | 14       | 16   | 4    |
| 2012 | Lola–Zytek | Pål Varhaug       | 14      | 3       | 0  | 1  | 183      | 2    | 4    |
| 2013 | Lola–Zytek | Andrea Roda       | 16      | 0       | 0  | 0  | 45       | 12   | 7    |
| 2013 | Lola–Zytek | Maksim Sniegiriow | 16      | 0       | 0  | 0  | 24       | 13   | 7    |
| 2013 | Lola–Zytek | Roberto La Rocca‡ | 6       | 0       | 0  | 0  | 20       | 15   | 9    |
| 2014 | Lola–Zytek | Andrea Roda       | 16      | 1       | 0  | 0  | 166      | 4    | 2    |
| 2014 | Lola–Zytek | Richard Gonda     | 2       | 0       | 0  | 0  | 0        | 22   | 2    |
| 2014 | Lola–Zytek | Sam Dejonghe      | 6       | 0       | 0  | 0  | 41       | 10   | 2    |
| 2014 | Lola–Zytek | Pål Varhaug       | 2       | 0       | 0  | 0  | 24       | 15   | 2    |
| 2014 | Lola–Zytek | Tamás Pál Kiss    | 6       | 2       | 1  | 0  | 100(207) | 2    | 2    |

‡ – startował w zespole Comtec by Virtuosi,